# John Bryce McLeod
Pour les articles homonymes, voir McLeod.
John Bryce McLeod (23 décembre 1929 à Aberdeen - 20 août 2014) est un mathématicien britannique, qui a travaillé sur des équations différentielles linéaires et non linéaires partielles et ordinaires. 

## Formation et carrière
Il obtient son doctorat en 1959 sous la direction d'Edward Charles Titchmarsh à l'université d'Oxford, avec une thèse intitulée « Some problems in the theory of eigenfunction expansions ». 
Il est professeur à Oxford (et à partir de 1960 Fellow du Wadham College), puis à partir de 1988 à l'université de Pittsburgh.
Le 20 août 2014, il est décédé à l'âge de 84 ans.

## Prix et distinctions
En 1965, il reçoit le prix commémoratif Sir Edmund Whittaker et est élu membre de la Royal Society (FRS) en 1992.  
Il est lauréat pour 1983–85 de la médaille Keith de la Royal Society of Edinburgh,.
En 2011, il reçoit le prix Naylor « pour ses travaux importants en analyse des équations aux dérivées partielles non linéaires et les applications en mécanique, en physique et en biologie »,. 

## Publications
- avec Stuart P. Hastings Classical Methods in Ordinary Differential Equations: With Applications to Boundary Value Problems, American Mathematical Society 2011.